# Крылья Советов (стадион, Москва)
Стадион «Крылья Советов» — многофункциональный спортивный комплекс, расположенный в районе Соколиная гора на востоке Москвы. Построенный в 1957 году, стадион неоднократно реконструировался и являлся домашней ареной для различных футбольных команд. В августе 2025 года закрыт на реконструкцию, что вызвало беспокойство местных жителей относительно его будущего. 

## Описание
Главное поле с искусственным покрытием (размеры 104×69 метров), оборудованное системой подогрева и мощным искусственным освещением (500 люкс).
Электронное табло и современные трибуны вместимостью 5000 зрителей.
Беговые дорожки с резиновым покрытием, сохранившимся в хорошем состоянии несмотря на запустение.
Хоккейные коробки, преобразуемые летом в малые футбольные поля.
Теннисные корты.
Тренажёрный зал и различные спортивные секции.

## История
Стадион был построен в 1957 году и первоначально принадлежал авиационному заводу «Салют» (ФГУП Московское машиностроительное производственное предприятие «Салют»). В 2005 году прошёл капитальную реконструкцию, в ходе которой было обновлено главное поле, установлено электронное табло и современное освещение.
В начале 2025 года стадион перешёл от завода «Салют» в собственность города Москвы. 4 августа 2025 года территория стадиона и прилегающего сквера была огорожена заборами, начались подготовительные работы к реконструкции. Информационные щиты с планами работ отсутствуют, что вызвало опасения жителей о возможной застройке территории.

## Использование
Стадион служил домашней ареной для множества футбольных команд, в основном выступавших во второстепенных лигах:
ФК «Москва-Дубль»
«Спортакадемклуб» (Второй дивизион, 2008 год)
«Солярис» (Второй дивизион, 2014 год)
«Анжи» (аренда в 2005 году)
Любительские и корпоративные команды.